# -ker
-ker er på bornholmsk en stednavnsendelse der betyder kirke.
I modsætning til de fleste sogne i resten af Danmark, der er opkaldt efter den by, kirken lå i, er de bornholmske sogne opkaldt efter selve kirken.
Endelsen ses i de fleste sogne på Bornholm, og en del af byerne benytter også endelsen i selve bynavnet. I disse tilfælde må det formodes at byen er kommet efter kirken. Dette er sket flere steder, idet de bornholmske gårde har ligget spredt i landskabet i modsætning til mange steder i resten af landet, hvor gårdene lå samlet i landsbyer med markerne udenom.
Tidligere satte man endelsen -sen på hvis man omtalte sognet. Eksempel: Ruts Kirke om kirken, Rutsker om byen, Rutskersen om sognet. Dette betyder også at navne som "Rutsker Kirke" er en fejlfortolkning, selvom man omtaler kirken i Rutsker by.
Byer med -ker:
- Olsker (O'et udtales langt som i Odense, ikke som i Odder)
- Klemensker (Udtales lokalt klæmmensker eller klæmsker)
- Nyker (Udtales nøkker)
- Bodilsker (Udtales bolsker på bornholmsk. Kirkens navn kommer af Budolfi)
- Poulsker
- Pedersker (Udtales pærsker)
- Rutsker (Udtales tilnærmelsesvis røsker med kort ø og har ikke noget med byen Rø at gøre)
- Ibsker (Udtales tilnærmelsesvis ebsker)
- Knudsker (Udtales tilnærmelsesvis knøusker)